# Capoll Llarg
Capoll Llarg es un cultivar de higuera de tipo higo común Ficus carica, unífera de higos de epidermis con color de fondo verde hierba con sobre color morado verdoso. Se cultiva en la colección de higueras de Montserrat Pons i Boscana en Llucmajor, Islas Baleares.

## Sinonimia
- „D'ull de Perdiu“ en algunas localidades de las Islas Baleares.[3][5][6]

## Historia
Actualmente la cultiva en su colección de higueras baleares Montserrat Pons i Boscana, rescatada de un ejemplar o higuera madre localizado en "son Toni Amer" término de Campos, dentro de un huerto, junto a las ruinas de una antigua vivienda agrícola.
La variedad 'Capoll Llarg' fue descrita por Esterlich y citada en 1910, localizada en los higuerales de Campos.
El ostiolo de la variedad 'Capoll Llarg' tiene una aureola morada, rosada en el centro, por la cual se denomina una sinonímia local "Ull de Perdiu" (Ojo de Perdiz), que nada tiene que ver con esta variedad.
La variedad 'Capoll Llarg' parece ser originaria de Inca, ya que es muy conocida en sus alrededores. Su denominación es debida a su alargado pedúnculo (Capoll Llarg:Capullo Largo, en Baleares), en el que se incluye tanto el cuello como el pedúnculo propiamente dicho.

## Características
La higuera 'Capoll Llarg' es una variedad unífera de tipo higo común. Árbol de desarrollo mediano, copa ovalada, y anchura notable con ramaje esparcido. Sus hojas con 3 lóbulos (30%), y de 5 lóbulo (40%). Sus hojas con dientes presentes y márgenes serrados, abundantes pelos en el envés y con ángulo peciolar agudo. 'Capoll Llarg' tienen un desprendimiento mediano de higos, teniendo un periodo de cosecha corto y un rendimiento productivo medio. La yema apical es cónica de color rojo anaranjado.
Los higos 'Capoll Llarg' son higos cucurbiformes, que presentan unos frutos medianos de unos 25,6 gramos en promedio, de epidermis de grosor mediano y tacto poco áspero, de color de fondo verde hierba con sobre color morado verdoso. Ostiolo de 0 a 1 mm con escamas pequeñas moradas. Pedúnculo de 4 a 8 mm cilíndrico verde y la base rojiza. Grietas longitudinales finas. Costillas poco marcadas. Con un ºBrix (grado de azúcar) de 19, sabor poco dulce, con consistencia fuerte, con color de la pulpa anaranjada. Con cavidad interna mediana y una gran cantidad de aquenios medianos. Son de un inicio de maduración sobre el 24 de agosto al 8 de septiembre y de producción alta. Son bastante  resistentes a la lluvia y mediana a la apertura del ostiolo.
Se usa para higo fresco y seco en alimentación animal de ganado bovino y porcino. Son muy resistentes a la apertura del ostiolo y a las lluvias, resistentes al agriado y muy adecuados al transporte.

## Cultivo
'Capoll Llarg', es una variedad que se utiliza para consumo animal tanto en fresco como seco. Se está tratando de recuperar de ejemplares cultivados en la colección de higueras baleares de Montserrat Pons i Boscana en Llucmajor.